# Stephen Holden
Stephen Holden (18 luglio 1941) è uno scrittore, critico musicale, critico cinematografico e poeta statunitense.

## Biografia
Holden ha conseguito una laurea in inglese all'Università Yale nel 1963. Ha lavorato come fotoreporter, sceneggiatore e alla fine è diventato A&R esecutivo per la RCA Records prima di dedicarsi alla scrittura di articoli e recensioni di musica pop per le riviste Rolling Stone, Blender, The Village Voice, The Atlantic e Vanity Fair, insieme ad altre. Durante gli anni settanta ha coperto la maggior parte degli articoli di Rolling Stone per quanto concerne il cantautorato e la musica pop tradizionale. Nel 1981 si è unito allo staff del The New York Times, diventando uno dei principali critici di cinema e teatro per la testata.
L'esperienza di Holden come giornalista e dirigente della RCA lo ha portato a scrivere il romanzo satirico Triple Platinum, edito da Dell Publishing nel 1980. Ha inoltre scritto diverse poesie che sono state pubblicate sul periodico The New Yorker e incluse nell'antologia The New Yorker Book of Poems.